# Эбаноидзе, Семён Ражденович
Семён Ражденович Эбаноидзе (25 июля 1917 года, село Дзирула, Шорапанский уезд, Кутаисская губерния, Российская империя — дата смерти неизвестна, посёлок Орджоникидзе, Грузинская ССР) — главный агроном отдела сельского хозяйства Орджоникидзевского района, Грузинская ССР. Герой Социалистического Труда (1949).

## Биография
Родился в 1917 году в крестьянской семье в селе Дзирула Шорапанского уезда (сегодня — Зестафонский муниципалитет). Окончил семь классов местной сельской школы. Трудился в личном сельском хозяйстве. С 1932 года обучался в гидротехническом техникуме в Поти. Проучившись один курс, был вынужден из-за болезни оставить своё обучение. В 1934 году окончил десятилетку в Тбилиси, после которой поступил в Тбилисский сельскохозяйственный институт. По окончании института с февраля 1942 года — главный агроном районного земельного отдела (после преобразования — отдел сельского отдела) в селе Харагаули (позднее — село Орджоникидзе Орджоникидзевского района). В 1944 году вступил в ВКП(б).
Применял передовые агротехнические методы в колхозах Орджоникидзевского района. Благодаря его деятельности сельскохозяйственные предприятия этого района за годы Четвёртой пятилетки (1946—1950) достигли довоенный уровень сбора винограда.
В 1948 году сбор винограда в Орджоникидзевском районе превысил запланированный уровень на 32,7 %. Указом Президиума Верховного Совета СССР от 9 августа 1949 года удостоен звания Героя Социалистического Труда за «получение высоких урожаев винограда в 1948 году» с вручением ордена Ленина и золотой медали «Серп и Молот» (№ 4413).
Этим же Указом званием Героя Социалистического Труда были также награждены первый секретарь Орджоникидзевского райкома партии Зураб Васильевич Кикнадзе, председатель Орджоникидзевского райисполкома Георгий Степанович Гамбашидзе, заведующий районным сельскохозяйственным отделом Тариел Константинович Мачавариани и десять тружеников-виноградарей из шести колхозов Орджоникидзевского района.
С 1949 по 1953 года — на партийной работе, заведующий отделом сельского хозяйства райкома партии. В последующие годы: заведующий отделом заготовок комбината шампанских вин в посёлке Орджоникидзе, заведующий винным цехом, старший мастер-винодел на винзаводе. С 1973 года — директор Орджоникидзевского винзавода производственного объединения «Самтрест» Министерства пищевой промышленности Грузинской ССР.
В 1977 году вышел на пенсию. Персональный пенсионер союзного значения. Проживал в посёлке Орджоникидзе (позднее — Харагаули). Дата смерти не установлена.